# Medicamentos que matan y crimen organizado
Deadly Medicines and Organised Crime (Medicamentos mortales y crimen organizado: cómo las grandes farmacéuticas han corrompido la atención médica) es un libro de Peter C. Gøtzsche con prólogos de Richard Smith y Drummond Rennie. Fue publicado por Taylor & Francis en 2013.
El libro relata  que las actividades de las principales empresas farmacéuticas incluyen corrupción, fraude, soborno y omisión de datos para comercializar sus productos. Si bien todos los medicamentos tienen efectos secundarios, no todos tienen beneficios, la afluencia de dinero de las farmacéuticas socava la regulación, la educación y la integridad científica. Gøtzsche hace propuestas sobre cómo mejorar la situación.

## Reseñas
Según Farhat Yaqub, Gøtzsche es un crítico franco y conocedor que escribió el libro para “influir en las políticas hacia una mayor transparencia”. También indica que publicó un libro porque era difícil publicar sus críticas en revistas médicas. Justin B. Biddle indica que si bien la mayor parte del material ya se ha cubierto antes, Gøtzsche añade una gran cantidad de detalles. Tom Yates, que está de acuerdo con el autor en muchos puntos fundamentales, considera que el libro podría haber sido mejor. Indica que hay demasiada hipérbole "y, en algunos lugares, es un poco ofensivo". James Dickinson escribe que el libro es completo y que "el aluvión de pruebas es abrumador".

## Premios
Ganador del premio BMA Medical Book Awards 2014, Bases of Medicine.